# Хуоси
Хуоси (нем. Huosi, Hosi, Hůsi, Hǒsi, Husi, Uosi) — один из старейших родов в Баварии.

## Происхождение и владения
Хуоси упоминаются в Баварской правде среди пяти знатных родов германского племени баваров, которые были первыми после Агилольфингов. На знатность этих родов указывает получаемый ими согласно их чести двойной вергельд (Агилольфинги получали четырёхкратный вергельд). В период Великого переселения народов они представляли собой могущественные военные союзы, которые только под давлением Агилольфингов вынуждены были интегрироваться в герцогство Бавария.
Хуоси происходили из современной области Пфафенвинкель в Верхней Баварии. Их политический потенциал был особенно силён в западной части герцогства Баварии, что проявлялось в занятии представителями этого рода епископского престола Фрайзинга и в основании многочисленных монастырей. В отличие от рода Фагана владения Хуоси в VIII—IX веках представляли собой плотную сеть, простираясь вплоть до Альп.

## Известные представители рода
- Арибо, епископ Фрайзинга (764—782)
- Атто, епископ Фрайзинга (782—810)
- Регино, граф, тесть Лиутпальда I (граф в области Фрайзинга в 806—827 годах)
- Гитто, епископ Фрайзинга (810—834)
- Эрханберт, епископ Фрайзинга (835—854), племянник епископа Гитто

Происхождение маркграфа Баварии Луитпольда из рода Хуоси тоже возможно, хотя и сомнительно: обычно его относят или к потомкам Лиутпальда I и неизвестной по имени дочери графа Регино из рода Хуоси, или же к роду Арибонидов, представителей которого, согласно одной из версий, считают потомками Арибо, епископа Фрайзинга.